# 平野光泰
平野 光泰（ひらの みつやす、1949年4月23日 - 2023年9月9日）は、大阪府大阪市西区出身。のプロ野球選手（外野手、右投右打）、野球解説者。

## 経歴
明星高校では、1967年にエースとして春夏の甲子園に出場。春の選抜では2回戦（初戦）で県岐阜商に完封負け。夏の選手権は1回戦で大島忠一らのいた中京高に打ち崩され大敗。また高校時代は1学年上の江夏豊からランニング本塁打を記録している（江夏にとって高校時代唯一の被本塁打）。卒業後は社会人野球のクラレ岡山へ進み、1971年に外野手へ転向。同年の都市対抗では右翼手、五番打者として活躍。同年秋に開催されたドラフト会議で、近鉄バファローズから6位指名され、プロ入り。この年のドラフト会議で近鉄は、平野のほか、1位に佐々木恭介、2位に梨田昌孝（昌崇）、4位に羽田耕一といった後の主力となる選手の指名・入団に成功している。
1972年から一軍に上がるが、しばらくはこれといった成績を上げられずにいた。
1975年には19試合に先発出場。
1977年は不調の阿部成宏に代わり中堅手として起用され、初の規定打席（20位、打率.262）に達する。
1978年は5月から一番打者に定着。8月28日の対南海ホークス戦（日生球場）では両者無得点で迎えた延長10回無死無走者の打席で平沢隆好からサヨナラ本塁打を放った。
1979年から2年連続でダイヤモンドグラブ賞を獲得した。
同年6月25日の対ロッテオリオンズ戦（日生球場）では1試合3本塁打、10月2日の対ロッテ戦（日生球場）では6-6の同点で迎えた9回に望月卓也からサヨナラ本塁打を放つなど、1979年のリーグ優勝に貢献。広島東洋カープとの日本シリーズでは第6戦まで無安打と不調に沈む。しかし第6戦では犠飛、犠打等で3打点を稼ぎ、第7戦では5回に山根和夫から同点となる2点本塁打を放った。
1980年、7月17日の対阪急ブレーブス戦（阪急西宮球場）でサイクル安打を記録している。9月18日の対ロッテ戦（日生球場）では5回二死満塁の打席で梅沢義勝から満塁本塁打を放ち、シーズンでは自己最高の23本塁打を記録。ロッテとのプレーオフでは打率.750、2本塁打、5打点の成績でMVPに選出された。広島との日本シリーズでは2年連続で敗退したが、26打数9安打7四球とリードオフマンの役割を十分に果たし、同シリーズの優秀選手賞を獲得。
1983年は自己最高の打率.292（14位）を記録する。
1984年までレギュラーを守る。同年5月29日の対ロッテ戦（日生球場）ではロッテの仁科時成が9回二死までノーヒットノーランを続けていたが、最後に平野が安打を放ち、仁科の記録達成を阻んでいる。
1985年12月10日に自由契約選手となり、同年限りで現役引退。その後は京都テレビ、ラジオ大阪などで野球解説者を務め、飲食店を経営していた。
俊足・強肩に加えて長打力も兼ね備えた好選手であり、「ガッツマン」と通称されるほど闘志を前面に押し出したプレースタイルで人気を博した。特に語り草となっているのが「執念のバックホーム」である。近鉄は1979年6月26日、南海との前期最終戦を、勝つか引き分けならば前期優勝（当時のパ・リーグは前後期制）、負けたら2位の阪急にも優勝の目がある状況で迎えた。1-1の同点で迎えた8回裏、南海二死一、二塁の場面で、阪本敏三の打球は緩い打球の中前安打、二死だったこともあり二塁走者の定岡智秋は躊躇なく本塁へ向かい、近鉄の西本幸雄監督も勝ち越されるのを覚悟した。その瞬間、中堅手・平野がものすごい形相で前進、打球をつかみそのままバックホーム。送球はノーバウンドで捕手・梨田昌崇のミットに届き、定岡はタッチアウト。試合はそのまま引き分けとなり近鉄は前期優勝を決めた。
また、1980年のオールスターゲーム第2戦（川崎球場）では平松政次から決勝2点本塁打を放ち、MVPに輝いた。4回のオールスター出場のうち、1981年、1982年はファン投票での選出であった。
打席は「両打」と登録されていた年がある（1976年）。
引退後、プロ野球解説や飲食業を営む傍ら、知人を介して訪ねてくる子どもを個人的に指導していた。その後、知人の紹介で姫路市内の児童養護施設の敷地を借り、無料の野球教室を始める。週4回の教室には、姫路市内をはじめ赤穂、たつの市などから約20人の小中学生が通った。教室のモットーは「基礎、基本を大切にすること」。「自分に何が足りないか。それを考えながら練習しなければ向上はない」と話す。「ずっと野球で飯を食わせてもらった。子どもを育てることは、私にとっての恩返しです」。グラウンドで子らを見守った。
2023年9月9日、姫路市内の病院で死去した。74歳没。訃報は同月17日に公表された。

## 詳細情報

### 年度別打撃成績
| 年 度      | 球 団      | 試 合 | 打 席 | 打 数 | 得 点 | 安 打 | 二 塁 打 | 三 塁 打 | 本 塁 打 | 塁 打 | 打 点 | 盗 塁 | 盗 塁 死 | 犠 打 | 犠 飛 | 四 球 | 敬 遠 | 死 球 | 三 振 | 併 殺 打 | 打 率 | 出 塁 率 | 長 打 率 | O P S |
| ---------- | ---------- | ----- | ----- | ----- | ----- | ----- | -------- | -------- | -------- | ----- | ----- | ----- | -------- | ----- | ----- | ----- | ----- | ----- | ----- | -------- | ----- | -------- | -------- | ----- |
| 1972       | 近鉄       | 3     | 3     | 3     | 0     | 0     | 0        | 0        | 0        | 0     | 0     | 0     | 0        | 0     | 0     | 0     | 0     | 0     | 0     | 0        | .000  | .000     | .000     | .000  |
| 1973       | 近鉄       | 30    | 28    | 27    | 4     | 4     | 0        | 1        | 0        | 6     | 0     | 1     | 0        | 0     | 0     | 1     | 0     | 0     | 2     | 0        | .148  | .179     | .222     | .401  |
| 1974       | 近鉄       | 70    | 35    | 32    | 7     | 6     | 1        | 0        | 0        | 7     | 2     | 5     | 2        | 0     | 0     | 3     | 0     | 0     | 9     | 0        | .188  | .257     | .219     | .476  |
| 1975       | 近鉄       | 61    | 111   | 99    | 18    | 20    | 5        | 0        | 4        | 37    | 12    | 2     | 2        | 0     | 1     | 9     | 0     | 2     | 16    | 0        | .202  | .282     | .374     | .656  |
| 1976       | 近鉄       | 15    | 18    | 16    | 0     | 0     | 0        | 0        | 0        | 0     | 0     | 0     | 0        | 1     | 0     | 1     | 0     | 0     | 6     | 0        | .000  | .059     | .000     | .059  |
| 1977       | 近鉄       | 118   | 426   | 390   | 37    | 102   | 12       | 5        | 8        | 148   | 46    | 10    | 6        | 10    | 2     | 20    | 0     | 4     | 57    | 5        | .262  | .304     | .379     | .684  |
| 1978       | 近鉄       | 129   | 549   | 507   | 82    | 137   | 16       | 1        | 7        | 176   | 39    | 27    | 7        | 4     | 5     | 31    | 0     | 2     | 44    | 3        | .270  | .315     | .347     | .662  |
| 1979       | 近鉄       | 122   | 530   | 473   | 83    | 132   | 16       | 1        | 18       | 204   | 51    | 21    | 10       | 8     | 2     | 44    | 2     | 3     | 60    | 5        | .279  | .344     | .431     | .776  |
| 1980       | 近鉄       | 130   | 574   | 496   | 102   | 141   | 21       | 5        | 23       | 241   | 68    | 13    | 4        | 7     | 1     | 69    | 1     | 1     | 64    | 8        | .284  | .373     | .486     | .859  |
| 1981       | 近鉄       | 121   | 522   | 482   | 53    | 125   | 19       | 6        | 10       | 186   | 50    | 12    | 8        | 2     | 5     | 33    | 0     | 0     | 57    | 9        | .259  | .307     | .386     | .693  |
| 1982       | 近鉄       | 119   | 530   | 470   | 61    | 115   | 17       | 2        | 15       | 181   | 43    | 4     | 3        | 4     | 3     | 51    | 2     | 2     | 70    | 7        | .245  | .321     | .385     | .706  |
| 1983       | 近鉄       | 121   | 491   | 456   | 39    | 133   | 22       | 2        | 10       | 189   | 48    | 6     | 3        | 5     | 3     | 23    | 0     | 3     | 53    | 5        | .292  | .330     | .414     | .744  |
| 1984       | 近鉄       | 121   | 535   | 490   | 59    | 123   | 9        | 1        | 10       | 164   | 53    | 5     | 2        | 9     | 2     | 34    | 0     | 0     | 37    | 12       | .251  | .300     | .335     | .634  |
| 1985       | 近鉄       | 23    | 66    | 59    | 6     | 17    | 2        | 0        | 2        | 25    | 11    | 0     | 0        | 0     | 0     | 7     | 0     | 0     | 7     | 4        | .288  | .364     | .424     | .787  |
| 通算：14年 | 通算：14年 | 1183  | 4418  | 4000  | 551   | 1055  | 140      | 24       | 107      | 1564  | 423   | 106   | 47       | 50    | 24    | 326   | 5     | 17    | 482   | 58       | .264  | .320     | .391     | .711  |

- 各年度の太字はリーグ最高

### 表彰
- ダイヤモンドグラブ賞：2回（外野手部門：1979年[7]、1980年[8]）
- 日本シリーズ優秀選手賞：1回（1980年[15]）
- オールスターゲームMVP：1回（1980年 第2戦[19]）
- パ・リーグプレーオフMVP：1回（1980年[14]）

### 記録
初記録
- 初出場：1972年7月30日、対東映フライヤーズ19回戦（宮城球場）、11回裏に中堅手として出場
- 初先発出場：1973年6月5日、対ロッテオリオンズ前期11回戦（日生球場）、1番・左翼手として先発出場（偵察要員、試合開始時に小川亨と交代）
- 初安打：1973年10月1日、対南海ホークス後期11回戦（日生球場）、8回裏に有田修三の代打として出場、松原明夫から単打
- 初打点：1974年7月3日、対太平洋クラブライオンズ前期12回戦（日生球場）、8回裏に三輪悟から適時打
- 初本塁打：1975年4月23日、対日本ハムファイターズ前期2回戦（後楽園球場）、9回表に有田修三の代打として出場、テリー・レイからソロ

節目の記録
- 1000試合出場：1983年8月9日、対ロッテオリオンズ16回戦（日生球場）、5番・中堅手として先発出場 ※史上236人目[21]
- 100本塁打：1984年6月27日、対日本ハムファイターズ12回戦（ナゴヤ球場）、4回裏に間柴茂有から左越先制ソロ ※史上130人目[22]
- 1000安打：1984年7月29日、対日本ハムファイターズ18回戦（札幌市円山球場）、9回表に坂巻明から左前安打 ※史上132人目[23]

その他の記録
- サイクル安打：1980年7月17日、対阪急ブレーブス後期3回戦（阪急西宮球場） ※史上32人目（33度目）[11]
- オールスターゲーム出場：4回（1979年 - 1982年）

### 背番号
- 37（1972年 - 1975年）
- 22（1976年）
- 9（1977年 - 1985年）

## 関連情報

### 出演番組
- 近鉄バファローズナイター
- ラジオ大阪ドラマティックナイター
- KBS京都エキサイトナイター